# ایمپرمتو

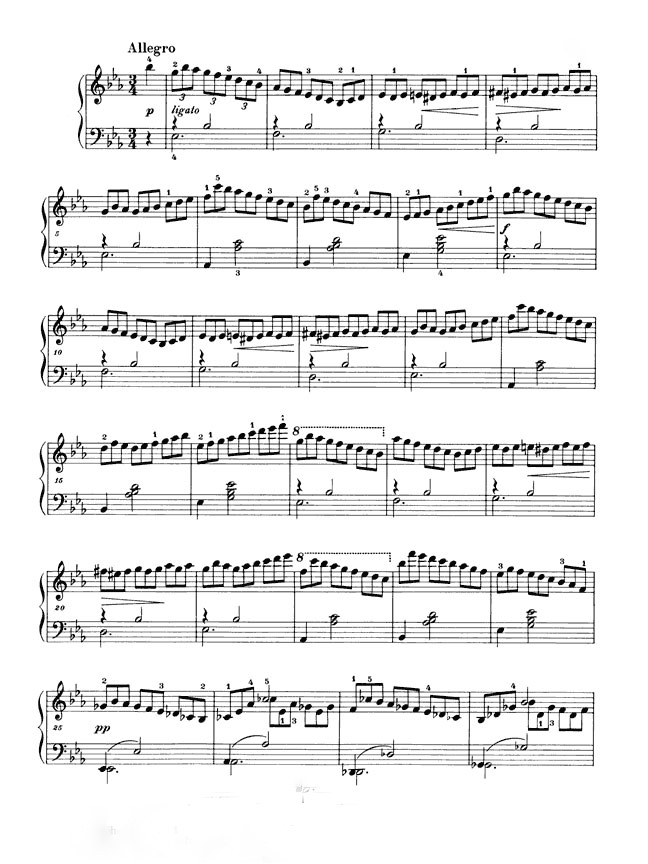
ایمپرمتو

ایمپرمتو (انگلیسی: Impromptu) به فرانسوی به معنای آزاد، یک ترکیب موسیقی آزاد می‌باشد. به طوری که در لحظه نوازنده با استفاده از سازی مانند پیانو شروع به نواختن می‌کند.
نخستین‌بار این واژه توسط یوهان باپتیست کرامر که نوازنده انگلیسی بود به کار برده شد.